# 布拉希芒廷鎮區 (北卡羅萊納州威爾克斯縣)
布拉希芒廷鎮區（英語：Brushy Mountain Township）是位於美國北卡羅萊納州威爾克斯縣的一個鎮區。

## 地方資料
布拉希芒廷鎮區的面積為64.23平方千米，皆為陸地。根據2020年美國人口普查的數據，當地共有人口828人，而人口密度為每平方千米12.89人。